# Anoplius amethystinus
Anoplius amethystinus är en stekelart som först beskrevs av Anders Gustav Dahlbom.  Anoplius amethystinus ingår i släktet Anoplius och familjen vägsteklar. Inga underarter finns listade i Catalogue of Life.